# Örasjön (Ljustorps socken, Medelpad)
Örasjön är en sjö i Timrå kommun i Medelpad och ingår i Indalsälvens huvudavrinningsområde. Sjön har en area på 0,293 kvadratkilometer och ligger 255,6 meter över havet. Örasjön ligger i naturreservatet Örasjöbäcken-Storsvedjan och i  Örasjöbäcken-Storsvedjan Natura 2000-område. Sjön avvattnas av vattendraget Örasjöbäcken.

## Delavrinningsområde
Örasjön ingår i det delavrinningsområde (695878-156665) som SMHI kallar för Utloppet av Örasjön. Medelhöjden är 316 meter över havet och ytan är 2,4 kvadratkilometer. Det finns inga avrinningsområden uppströms utan avrinningsområdet är högsta punkten. Örasjöbäcken som avvattnar avrinningsområdet har biflödesordning 3, vilket innebär att vattnet flödar genom totalt 3 vattendrag innan det når havet efter 47 kilometer. Avrinningsområdet består mestadels av skog (87 procent). Avrinningsområdet har 0,3 kvadratkilometer vattenytor vilket ger det en sjöprocent på 12,3 procent.